# 50-й отдельный гвардейский танковый полк прорыва
50-й отдельный гвардейский тяжелый танковый Новгородский Краснознаменный полк прорыва — воинское подразделение Вооружённых сил СССР в Великой Отечественной войне.
Сокращённое наименование — 50-й гв. оттп.

## Формирование и организация
Сформирован в октябре 1942 г. на основании Директивы НКО № 1104862 от 09.10.1942 г. в Горьком на базе 134-й тбр и 194-й тбр. Срок готовности — 5 ноября 1942 г.
13 февраля 1944 г. Директивой ГШКА № Орг/3/305512 от 13.02.1944 г. переформирован в 50-й гв. тяжелый танковый полк..

## Подчинение
В составе действующей Армии:
с 16.03.1943 по 06.02.1944
с 13.05.1944 по 09.05.1945
| Дата            | Фронт (округ)         | Армия                 | Корпус                | Дивизия | Бригада | Примечания |
| --------------- | --------------------- | --------------------- | --------------------- | ------- | ------- | ---------- |
| 01.12.1942 года | МВО                   | -                     |                       |         |         |            |
| 01.01.1943 года | МВО                   | -                     |                       |         |         |            |
| 01.02.1943 года | МВО                   | -                     |                       |         |         |            |
| 01.03.1943 года | МВО                   | -                     |                       |         |         |            |
| 01.04.1943 года | Волховский фронт      | 8-я армия             |                       |         |         |            |
| 01.05.1943 года | Волховский фронт      | 8-я армия             |                       |         |         |            |
| 01.06.1943 года | Волховский фронт      | 8-я армия             |                       |         |         |            |
| 01.07.1943 года | Волховский фронт      | 8-я армия             |                       |         |         |            |
| 01.08.1943 года | Волховский фронт      | 8-я армия             |                       |         |         |            |
| 01.09.1943 года | Волховский фронт      | 8-я армия             |                       |         |         |            |
| 01.10.1943 года | Волховский фронт      | 8-я армия             |                       |         |         |            |
| 01.11.1943 года | Волховский фронт      | 8-я армия             |                       |         |         |            |
| 01.12.1943 года | Волховский фронт      | 8-я армия             |                       |         |         |            |
| 01.01.1944 года | Волховский фронт      | 59-я армия            |                       |         |         |            |
| 01.02.1944 года | Волховский фронт      | -                     |                       |         |         |            |
| 01.03.1944 года | МВО                   | -                     |                       |         |         |            |
| 01.04.1944 года | МВО                   | -                     |                       |         |         |            |
| 01.05.1944 года | МВО                   | -                     |                       |         |         |            |
| 01.06.1944 года | ?                     | ?                     |                       |         |         |            |
| 01.07.1944 года | 1-й Белорусский фронт |                       | 11- й танковый корпус |         |         |            |
| 01.08.1944 года | 1-й Белорусский фронт |                       | 11-й танковый корпус  |         |         |            |
| 01.09.1944 года | 1-й Белорусский фронт | 69-я Армия            | 11-й танковый корпус  |         |         |            |
| 01.10.1944 года | 1-й Белорусский фронт | 69-я Армия            | 11-й танковый корпус  |         |         |            |
| 01.11.1944 года | 1-й Белорусский фронт | 69-я Армия            | 11-й танковый корпус  |         |         |            |
| 01.12.1944 года | 1-й Белорусский фронт | 69-я Армия            | 11-й танковый корпус  |         |         |            |
| 01.01.1945 года | 1-й Белорусский фронт | 69-я Армия            | 11-й танковый корпус  |         |         |            |
| 01.02.1945 года | 1-й Белорусский фронт | -                     | 11-й танковый корпус  |         |         |            |
| 01.03.1945 года | 1-й Белорусский фронт | 8-я гвардейская Армия | 11- й танковый корпус |         |         |            |
| 01.04.1945 года | 1-й Белорусский фронт | 8-я гвардейская Армия | 11-й танковый корпус  |         |         |            |
| 01.05.1945 года | 1-й Белорусский фронт | 5-я ударная Армия     | 11- й танковый корпус |         |         |            |

## Боевой и численный состав полка
Сформирован по штату № 010/267 от октября 1942 года.
Все английские танки типа Infantry Tank Mk.IV «Churchill» попадали в отдельные гвардейские танковые полки, формировавшиеся по штату № 010/267. Согласно штатному расписанию, в каждый полк входил 21 танк и три бронемашины. Первыми 8 октября 1942 года сформировали 47-й, 48-й, 49-й и 50-й отдельные гвардейские танковые полки. 50-й гв. тп первоначально имел на вооружении исключительно Churchill II (из 20 поставленных Churchill II, 19 отправили в 50-й гвардейский тяжёлый танковый полк; ещё один танк оказался в составе 194-й учебной танковой бригады), но позже его доукомплектовали двумя Churchill III.
Численный состав:
| дата       | объединение | Личный состав | Типы танков (исправных/неисправных) | Всего | Примечание                        |
| 10.03.1943 |             | 257           | 21 МК IV                            | 21    | ЦАМО РФ. ф. 38, оп. 11373, д. 150 |
| 00.04.1943 |             |               | 21 МК IV                            | 21    | ЦАМО РФ. ф. 38, оп. 11373, д. 150 |

## Боевой путь
В составе Волховского фронта, в оперативном подчинении 8-й армии, с 17 марта 1943 г. сражался 50-й отд. гв. тяжелый полк прорыва (21 танк «Черчилль»). Здесь этой части во взаимодействии с другими подразделениями предстояло действовать в соответствии с тактическим предназначением — прорывать много эшелонированную долговременную полосу обороны противника.
К операции в 8 армии вроде бы готовились тщательно: была проведена рекогносцировка местности и созданы колонные пути для продвижения к траншеям противника, так как наступать должны были сквозь кустарник высотой 35 — 40 см. Но в 50-м полку, прибывшем всего за сутки до наступления, сделать этого не успели. 19 марта 1943 г. танки пошли в атаку на участке урочище Пушечная гора (отм. 70,2), взаимодействуя с частями 374-й стрелковой дивизии. Из 21 танка, участвовавшего в атаке, 12 застряли в болоте и подорвались на минах, а два были подбиты артиллерийским огнем. Семь оставшихся машин ворвались на немецкие позиции, но пехота атаку не поддержала, и танки, расстреляв боезапас, вернулись в исходное положение. 22 марта пять танков «Черчилль» 50-го отдельного гвардейского тяжелого полка прорыва под командованием гвардии капитана Белогуба, согласно боевому распоряжению штаба 374-й стрелковой дивизии, атаковали противника в направлении развилки дорог 400 к восточнее оз. Белое. Боевым распоряжением атака была назначена 22 марта 1943 г. на 8 часов 30 минут. Сигналом для атаки пехоты было время движения танков через ее боевые порядки. В назначенное время «Черчилли» двинулись в атаку, но пехота вперед не пошла, так как командование 374-й стрелковой дивизии операцию отменило, но танкисты об этом извещены не были. Танки ворвались на немецкие позиции, где четыре машины были подбиты артиллерией, и лишь один вернулся на исходную позицию.
С 11.00 22 по 25 марта 1943 г. танки находились в этом районе — экипажи сидели в танках и вели огонь с места. Каждую ночь автоматчики 50-го отд. гв. тяжелого полк прорыва доставляли танкистам боеприпасы и продовольствие, а перед рассветом уходили. За это время «Черчилли» уничтожили артиллерийскую батарею, 4 ДЗОТа, склад с боеприпасами и до двух взводов пехоты. Танк капитана Белогуба держал под обстрелом 105-мм батарею противника и не давал возможности переместить ее в другое место.
Несмотря на неоднократные просьбы командира 50-го отд. гв. танкового полка прорыва, штаб 374-й стрелковой дивизии пехоту на рубеж, занятый танками, не продвигал. Немцы неоднократно предлагали экипажам подбитых танков сдаться в плен, на что танкисты отвечали «мощным артиллерийским и пулеметным огнем». В связи с тем, что связь по радио между танкистами и пехотой велась открытым текстом, немцам стало известно о том, что группой танков командует гв. капитан Белогуб. 25 марта 1943 г. они предложили ему бросить танки и отойти к своим. Белогуб ответил отказом. Тогда перед его танком был выставлен белый крест — знак того, что немецкие солдаты похоронят советского командира. После этого по танкам был открыт сильный артиллерийский огонь, после чего в атаку пошла пехота. Танкисты отбивались несколько часов. Когда кончились снаряды и патроны, они отбивались гранатами, выбрасывая их через левый бортовой люк (артиллерийским огнем противника верхние люки и люк правого борта были заклинены). Капитан Белогуб просил вызвать огонь на свои танки, чтобы смести наседающую пехоту противника, но даже этого артиллерия 374-й стрелковой дивизии сделать не смогла — вовремя не подвезли снарядов! В это время на помощь танкистам пришли два «Черчилля», отремонтированных силами 50-го отдельного гвардейского танкового полка прорыва, и взвод пехоты 374-й стрелковой дивизии. Им удалось зацепить трактором танк Белогуба и эвакуировать его в тыл (экипажи трех других подбитых танков отошли с пехотой).
Не оценивая тактическую грамотность боя, можно сказать, что жизнь танкистам (а экипажи, просидевшие в танках три дня, не потеряли ни одного человека убитыми) спасла именно броня «Черчилля», которую за трое суток так и не смогла пробить немецкая артиллерия.
С 22.7.43г полк вел бои с участием  14 танков в полосе перед МИШКИНО-ТОРТОЛОВО для  поддержке 18 СД. Установлено точно, что наши экипажи были вооружены, как и все английские танкисты, револьверами фирмы ВЕБЛЕЙ калибром 11,5 мм с патронами (1941г выпуска) и на танках были пулеметы с патронами иностранного производства (1941г и ранее выпуска), как и 40 и 57 мм снаряды. Один горящий танк наехал на ДЗОТ и уничтожил своим факелом-взрывом всю правую позицию немцев у р.Назия (горящий в комбинезоне танкист полз по немецкой траншее и там умер - даже смертный медальон - бумажка в пепел, а футляр обуглился), остальные члены экипажа погибли во взорвавшемся танке. Еще 5 взорванных танков остались до конца на немецких позициях и нейтралке с частью экипажей (1 попал в плен) остались с северной стороны 60-го км линии ж.д.Апраксин-Назия на танковом поле (там погибло более 15 танков разных типов), не поддержанные никак в бою своей пехотой. Героизм павших танкистов был велик и так и остался забыт, но не нашими однополчанами.
10 января 1944 года в составе 59-й Армии Волховского фронта, по списку 13 танков — 10 КВ-1 (КВ-1С) и 3 МК-4.
14-16 января ввод в наступление, бой р. Питьба д. Теремец, ст. Подберезье.
17-19 января бой у д. Долгово.
За 14-20 января эвакуировано с поля боя в ремонт 6 танков.
25 января в строю 4 танка.
До 1 февраля полк сдал исправную матчасть в 33 гв. тпп и выбыл из состава Волховского фронта в тыл на восстановление.
|  |  |  |  |  |

## Командный состав полка
Командиры полка
Шутов Степан Фёдорович, гвардии подполковник, 00.10.1942 — 00.05.1943 г;
Лев Цаля Абрамович, гвардии подполковник, на июль 1944 г.
Величко Павел Евстигнеевич, гвардии подполковник, на 01.1945 г.
Начальники штаба полка
Хорев Виктор Михайлович, гвардии полковник
Чеботарев Василий Иванович, гвардии майор
Заместитель командира полка по строевой части
Леонов Яков Степанович, гвардии подполковник, на 12.1943 г.
Заместитель командира полка по технической части
Лыков Петр Васильевич, гвардии полковник,
Заместитель командира по политической части
Гончаров Василий Макарович, гвардии подполковник

## Награды и наименование
| Награда                              | Дата                                                          | За что получена |
| ------------------------------------ | ------------------------------------------------------------- | --- |
| Почётное звание«Гвардейский»         | Директивой ГШКА № Орг/3/305512 от 13.02.1944                  | При формировании |
| Почетное наименование «Новгородский» | Приказ Верховного Главнокомандующего 20 января 1944 года № 61 | В ознаменование одержанной победы наиболее отличившиеся в боях соединения и части представить к присвоению наименования «Новгородских» и к награждению орденами. |
| Орден Красного Знамени               | Указ Президиума ВС СССР от 09.08.1944                         | За образцовое выполнение заданий командования в боях с немецкими захватчиками, за овладение городом Люблин и проявленные при этом доблесть и мужество            |

## Отличившиеся воины
| Награда | Ф.И.О                     | Должность            | Звание            | Дата награждения и номер документа награждении | Примечания |
| ------- | ------------------------- | -------------------- | ----------------- | ---------------------------------------------- | ---------- |
|         | Шутов Степан Федорович    | командир полка       | гвардии полковник | 10 января 1944 г; 13 сентября 1944 г           |            |
|         | Пивоваров Михаил Иванович | командир роты танков | гвардии майор     | 27 февраля 1945 года                           |            |